# Suphanburi
Pour la province de Thaïlande, voir Province de Suphanburi.
Suphanburi (en thaï : สุพรรณบุรี ; API : [sù.pʰān būrīː]) est une ville de la région Centre de la Thaïlande dans la province de Suphanburi. Elle est située sur la Tha Chin, un défluent de la Chao Phraya, à une centaine de kilomètres de la capitale Bangkok.
Suphanburi et sa région ont été immortalisés par la très ancienne légende de Khun Chang Khun Phaen dont l'histoire est racontée par exemple dans le film Khun Pan : Legend of the Warlord de Tanit Jitnukul ; et aussi immortalisés par le Nirat Suphan, récit du voyage du poète Sunthorn Phu dans la province de Suphanburi, un classique de la littérature thaïlandaise. 
Au XVIe siècle, Suphanburi était une ville frontière avec la Birmanie : les batailles et les conflits étaient alors incessants. Cette ville est ainsi connue car elle fut au cœur de la  fameuse Bataille de Don Chedi en 1592 ou 1593 entre l'armée du Siam et l'armée Birmane : le mythique duel d'éléphant entre le roi Naresuan et le prince héritier birman Minchit Sra (Mingyi Swa) a permis au Siam de repousser les Birmans glorieusement. Cette bataille marqua un tournant dans l'unification de la Thaïlande.
De nos jours, Suphanburi est parfois surnommée la Nashville thaï car elle est un des centres de la musique luk thung en Thaïlande.
Trois bâtiments caractérisent Suphanburi : le musée en forme de dragon – Dragon Descendants Museum (thaï : พิพิธภัณฑ์ลูกหลานพันธุ์มังกร), un bâtiment en forme de dragon haut de plus de 35 mètres et long de 135 mètres ;  la Tour Baharn-Jamsai,(thaï : หอคอยบรรหาร-แจ่มใส), haute de 123 mètres ; et le temple Wat Pa Lelai (thaï : วัดป่าเลไลยก์วรวิหาร) datant du XIIIe siècle avec sa statue de Bouddha haute de 23 mètres. 

## Galerie

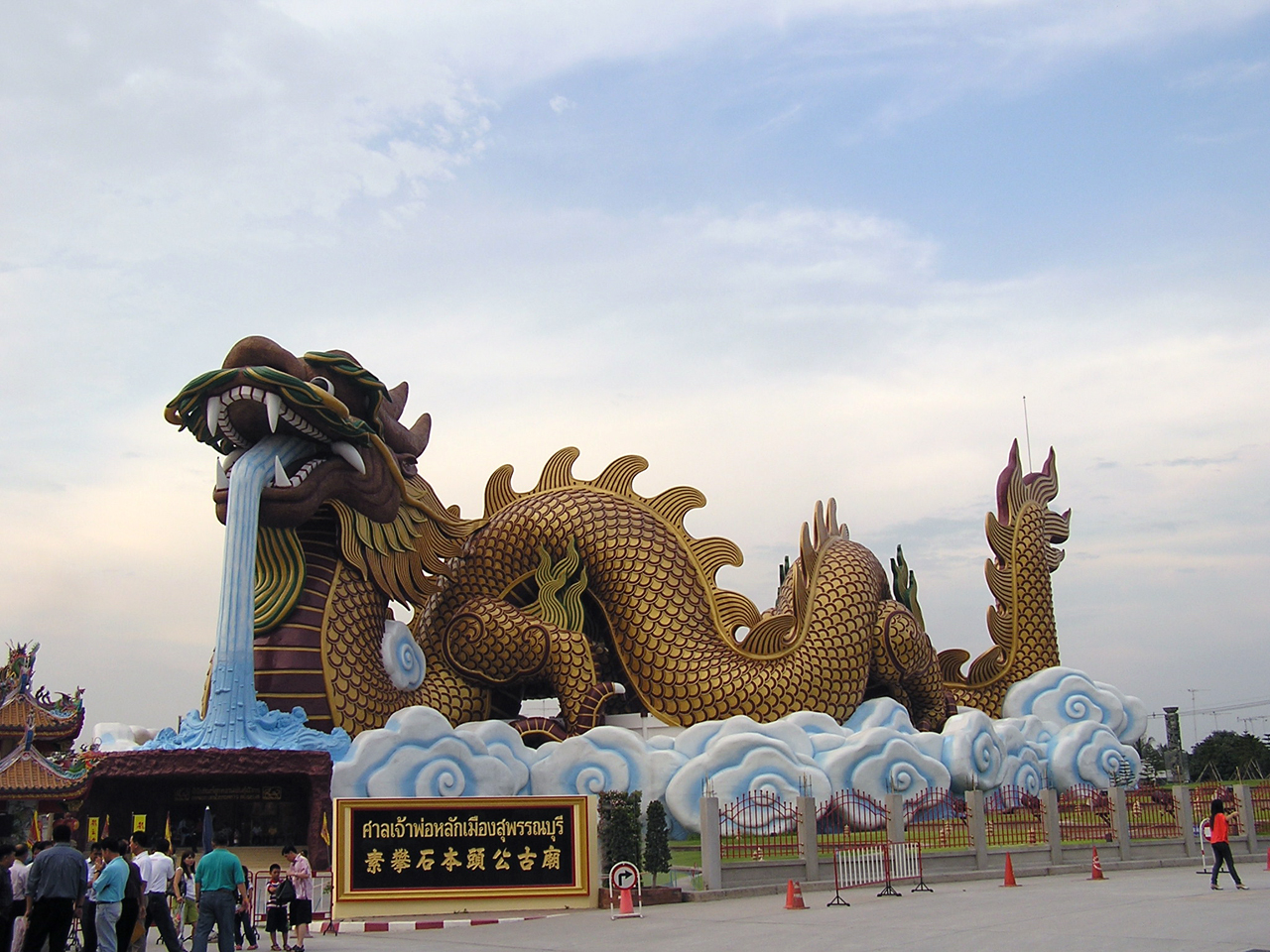
Musée du dragon
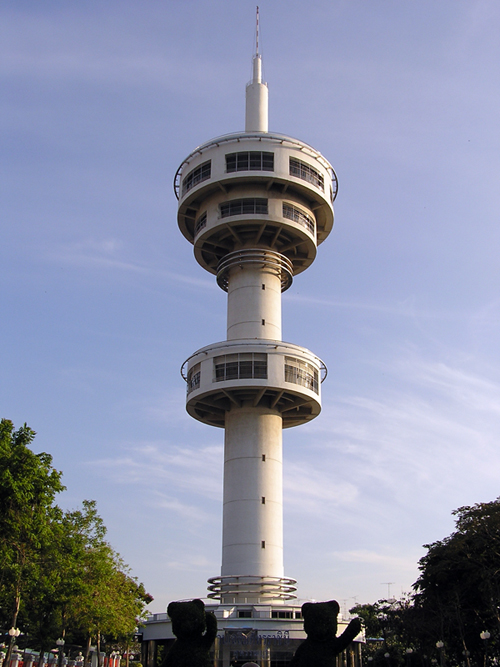
Tour Baharn-Jamsai
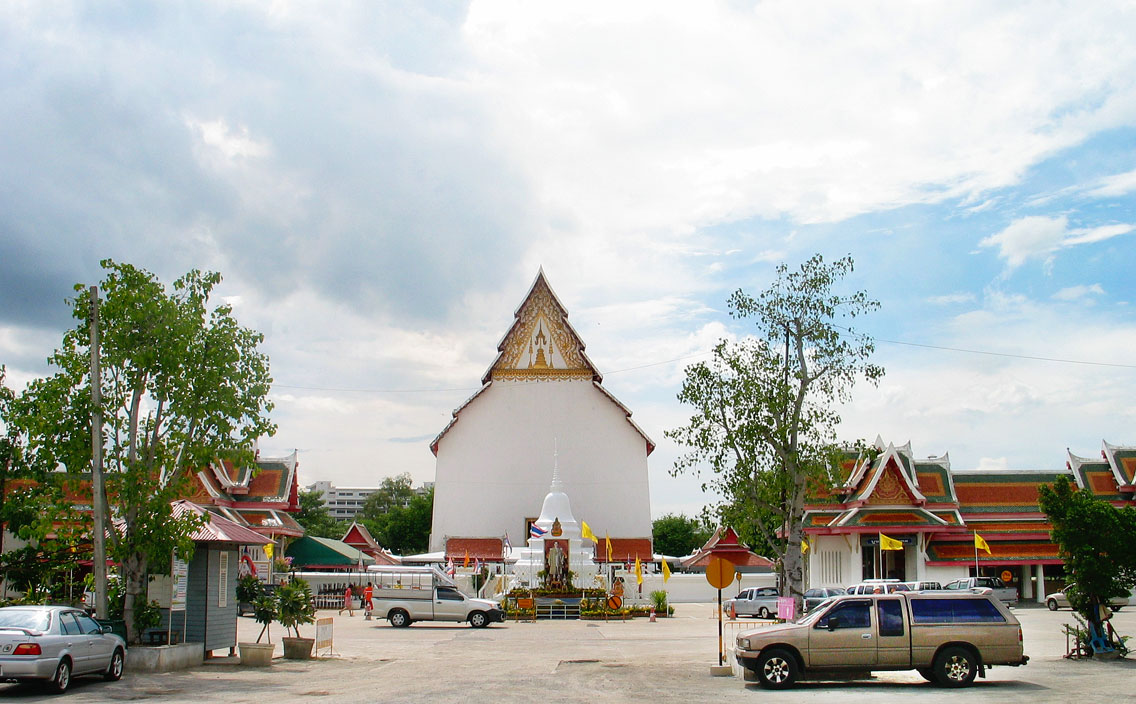
Wat Pa Lelai
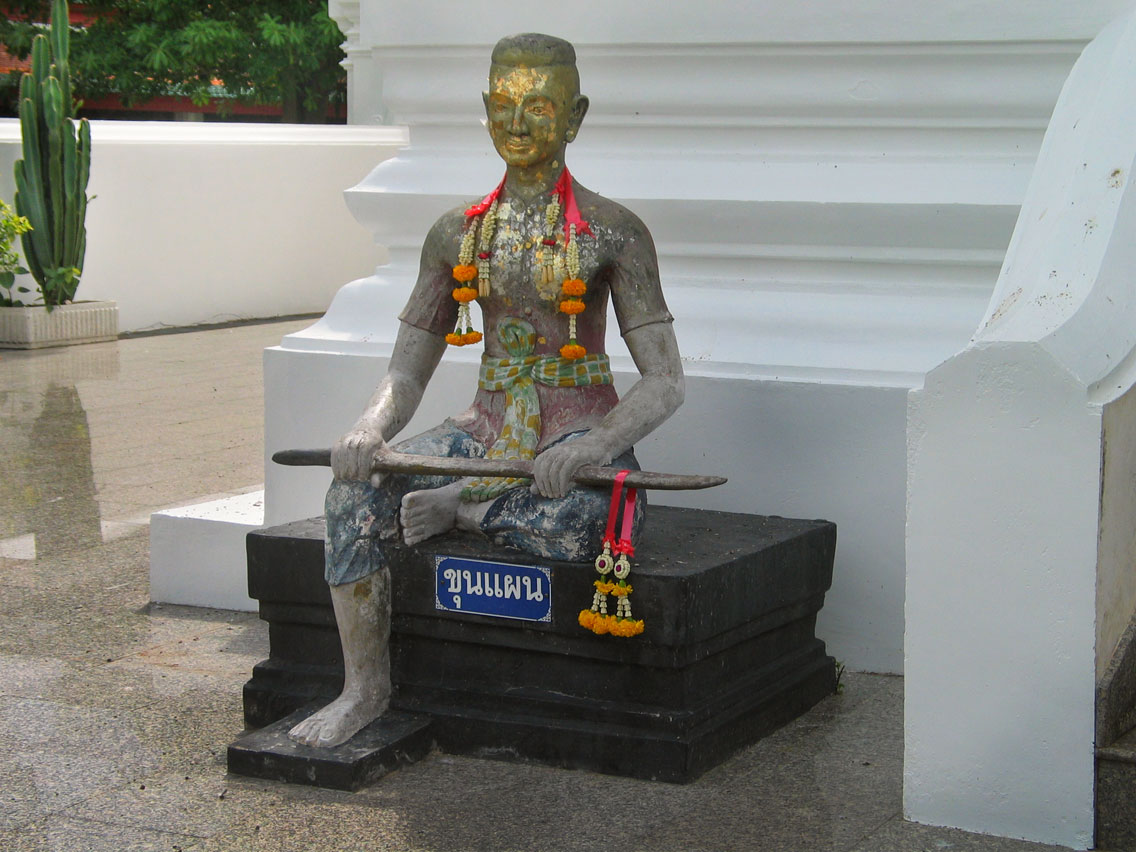
Khun Phaen, héros de légende, Wat Pa Lelai
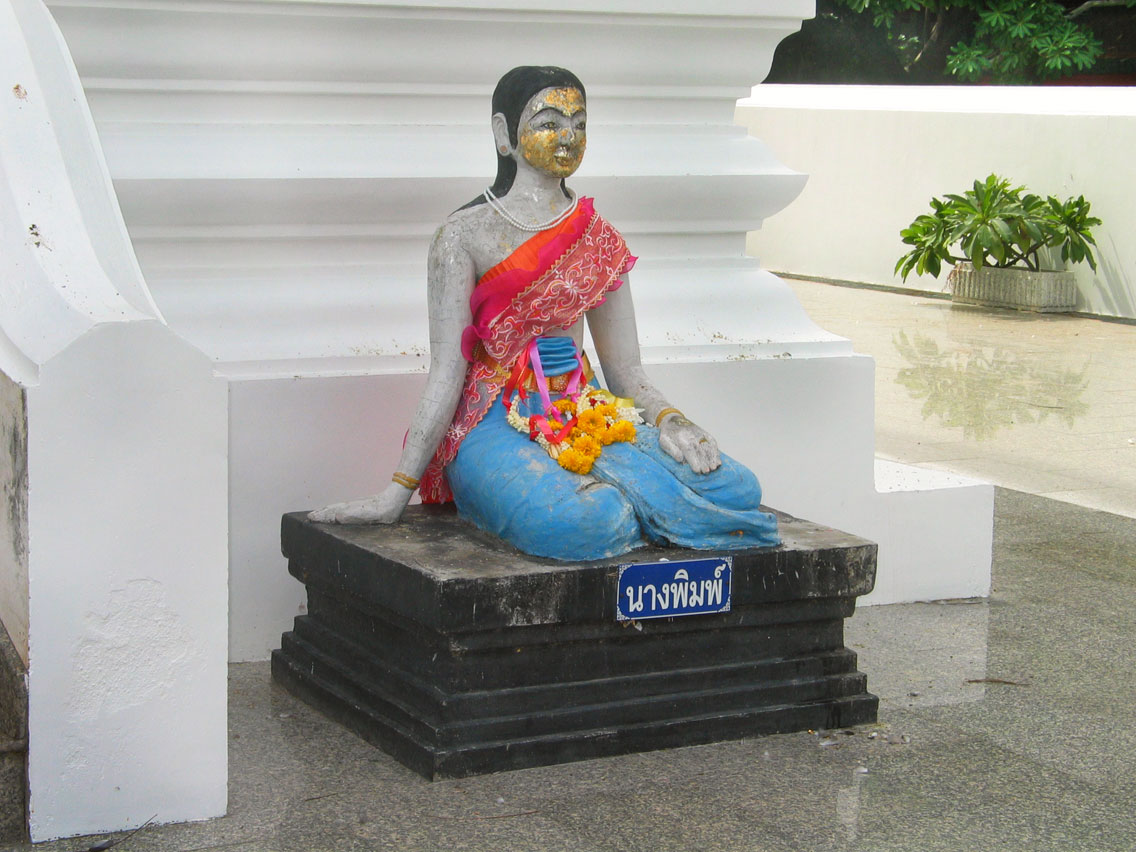
Nang Phim, femme de légende, Wat Pa Lelai
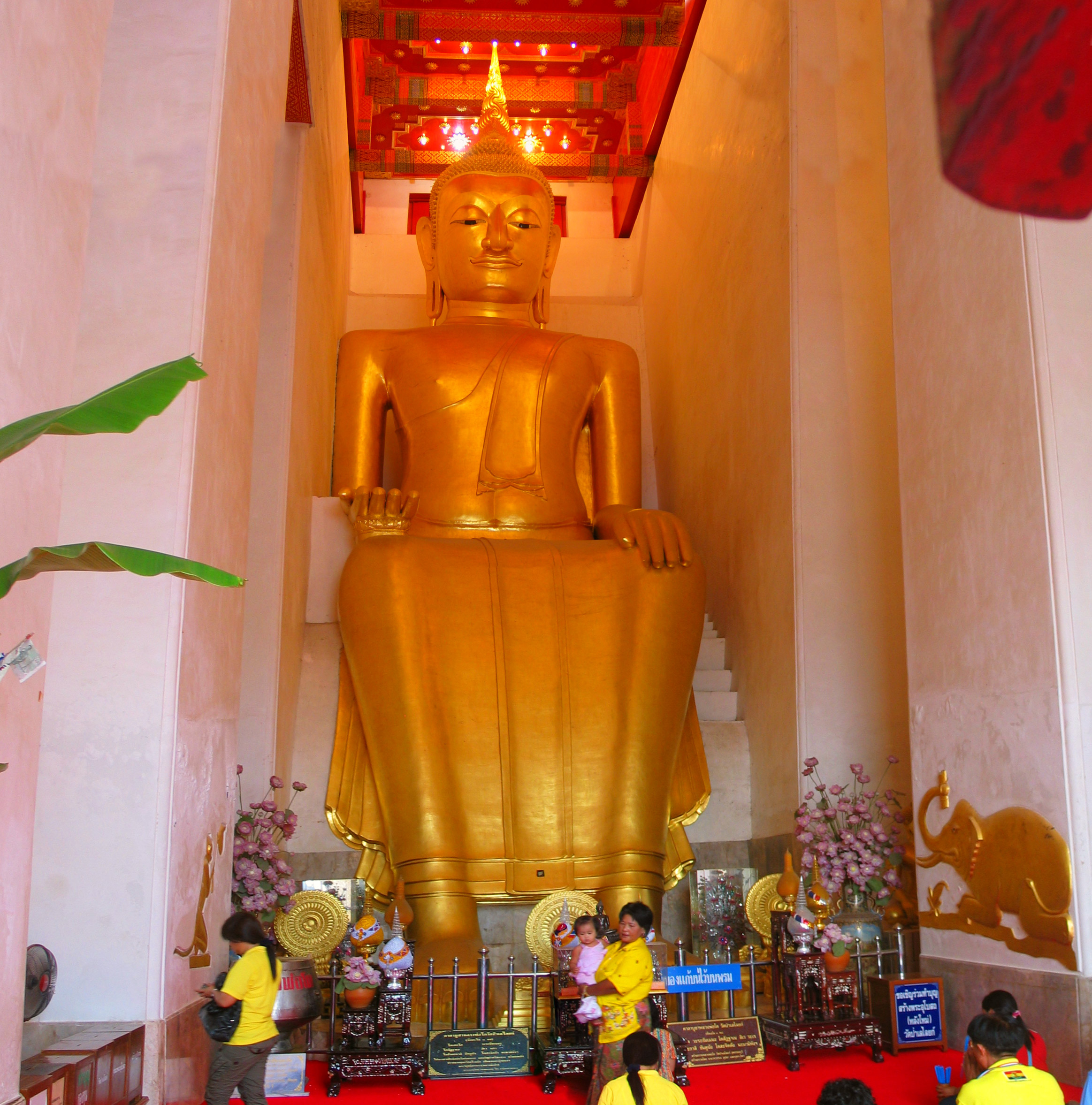
Bouddha de Wat Pa Lelai

## Personnalités liées
- Banhan Sinlapa-acha, sa femme Jamsai[7], son fils Varawut Silpa-archa et sa fille Kanchana Silpa-archa, hommes d'affaires, hommes politiques et femme politique
- Seua Bai (1921-2015), voleur célèbre
- Waiphot Phetsuphan, chanteur thaïlandais y est né en 1942
- Kwanjit Sriprachan, chanteuse thaïlandaise, y réside.